# Dysschema unxia
Dysschema unxia là một loài bướm đêm thuộc phân họ Arctiinae, họ Erebidae.